# Zsuzsa Hegedüsová
Zsuzsa Hegedüsová (1946 – 3. prosince 2022) byla maďarská socioložka a filosofka.

## Život a kariéra
V roce 1969 absolvovala Univerzitu Eötvöse Loránda a do roku 1975 pracovala jako výzkumná pracovnice v Institutu pro finanční výzkum. V roce 1976 emigrovala do Francie, kde získala doktorát ze sociologie. Deset let se nesměla do Maďarska vrátit. Jako socioložka ve Francii a v západní Evropě se zabývala novými sociálními hnutími a vypracovala teorii vznikající globální, sebetvořivé společnosti. Její hlavní publikace na tato témata vyšly ve francouzštině, angličtině a italštině.
Po pádu komunismu v Maďarsku se stala členkou strany SZDSZ. V roce 1992 založila hnutí „Zakročte proti nenávisti“ (Tégy a gyűlölet ellen) a v roce 2004 se přestěhovala do Maďarska natrvalo. Po událostech z 23. října 2006 se stala kritikem vlády MSZP–SZDSZ.
Sama se prohlásila za levicového liberála, „zeleného, kosmopolitního, židovského intelektuála“. Na počátku roku 2000 se stala blízkým přítelem Viktora Orbána. Tvrdila, že „sociální referendum“, které si v roce 2008 vynutilo zrušení poplatků za pobyt v nemocnici, denního poplatku za pobyt v nemocnici a školného na vysokých školách (které rozbilo koaliční vládu MSZP–SZDSZ a v roce 2010 vedlo k dvoutřetinové většině Fideszu v parlamentu), vycházelo z jejího nápadu.
Od roku 2009 působila jako předsedkyní správní rady nadace „Každé dítě by mělo žít dobře!“ (Minden gyűr lakjon jol!), která pomáhá rodinám žijícím v nejvíce znevýhodněných malých regionech produkovat potraviny distribucí osiva a hospodářských zvířat.
| „                                                                | Szívügyem, amit csinálok. Amikor 2009 végén egy riport szembesített azzal, hogy gyerekek maradnak ebéd nélkül, utánanéztem, hogy mi a helyzet a leghátrányosabb kistérségekben. Kiderült, hogy több százezer, százszázalékos étkezési támogatásra jogosult, hátrányos helyzetű kisgyerek nem jut a fejlődéséhez szükséges fehérjéhez és vitaminhoz. Másnap elindítottam a „Minden gyerek lakjon jól!” kezdeményezést, egyszerűen azért, mert fel voltam háborodva. A hetvenes évek elején végzett első szegénységkutatásban nem találtunk éhes gyereket. Ha valamit elindítok, számomra a kérdés roppant egyszerű: Ha nem most, akkor mikor? Ha nem én, akkor ki | “ |
| — Hegedűs Zsuzsa: Ha nem most, akkor mikor? Ha nem én, akkor ki? | |   |

Český překlad
| „                                                               | Záleží mi na tom, co dělám. Když mě na konci roku 2009 konfrontovala zpráva, že děti chodí bez obědů, prověřila jsem situaci v nejpostiženějších okresech. Ukázalo se, že statisíce znevýhodněných dětí, které mají nárok na stoprocentní potravinovou pomoc, nedostávají bílkoviny a vitaminy, které potřebují k prospívání. Druhý den jsem spustila iniciativu „Každé dítě by mělo žít dobře“, protože jsem byla rozhořčena. První průzkum chudoby na počátku 70. let minulého století nezaznamenal žádné hladové děti. Když něco začínám, je pro mě problém velmi jednoduchý: Když ne teď, tak kdy? Když ne já, tak kdo? | “ |
| — Zsuzsa Hegedűsová: Když ne teď, tak kdy? Když ne já, tak kdo? | |   |

Po volebním vítězství strany Fidesz-KDNP v roce 2010 pracovala jako hlavní poradkyně premiéra Viktora Orbána a byla jedním z tvůrců koncepce romské inkluze. Od roku 2014 působila jako náměstek předsedy vlády a nakonec v roce 2022 po Orbánově projevu na svou funkci s bouřlivými prohlášeními rezignovala.
V posledním roce svého života bojovala s rakovinou a dne 3. prosince 2022 zemřela.

### Rodina
Jejím manželem byl krátce filosof János Kis.